# Dear John (песня)

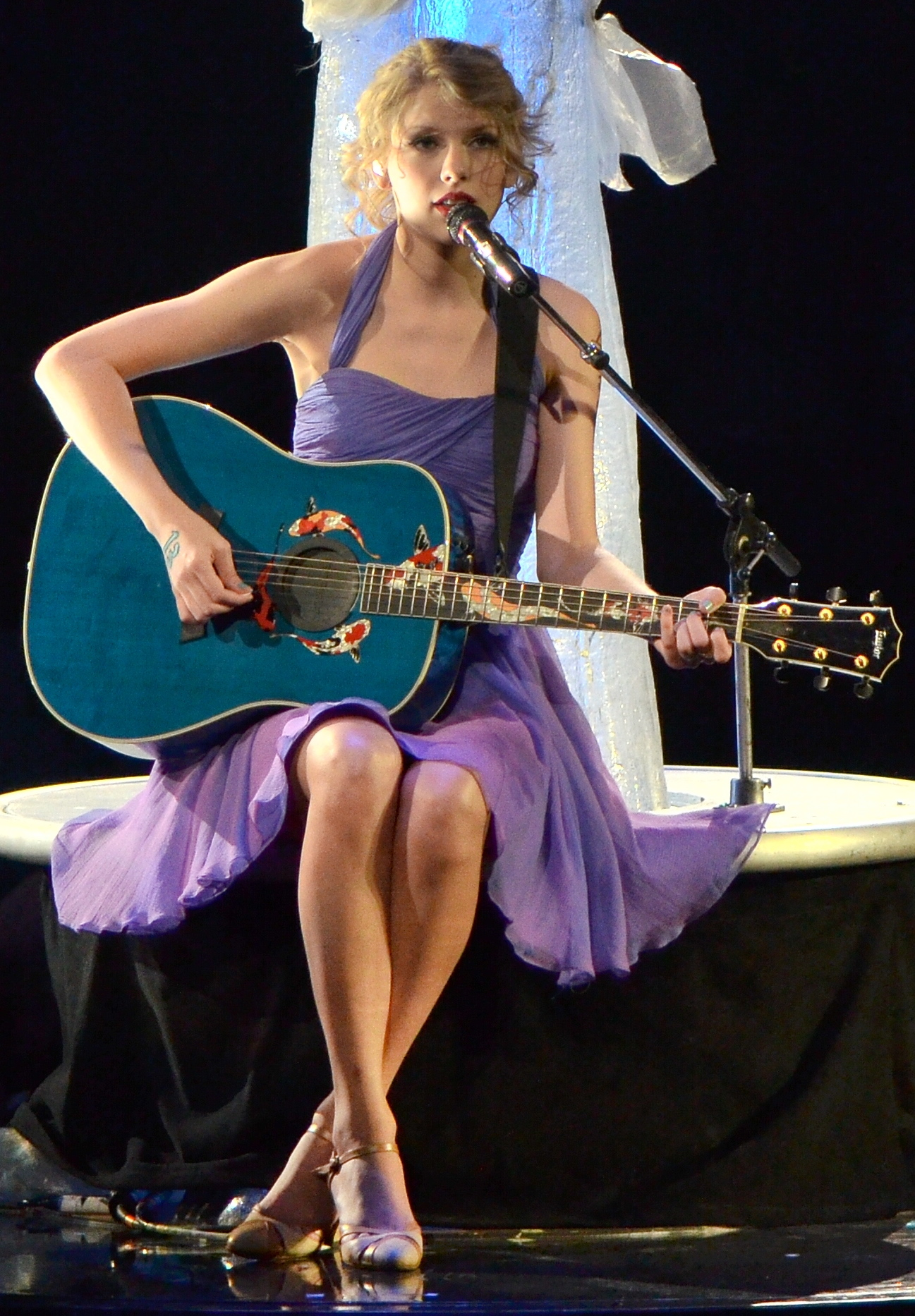
Свифт во время Speak Now World Tour (2011)

«Dear John» (с англ. — «Дорогой Джон») — песня американской певицы Тейлор Свифт, написанная ею самостоятельно и спродюсированная совместно с Нейтаном Чапманом для третьего студийного альбома Speak Now (2010). Название песни отсылает к выражению «Дорогой Джон» — письму, которое пишет мужчине его романтический партнёр, чтобы сообщить ему, что их отношения закончились. Вдохновлённый одним из бывших партнёров Свифт, текст песни рассказывает о бурных отношениях 19-летней девушки с мужчиной старше её. «Dear John» представляет собой медленную пауэр-балладу, сочетающую в себе софт-рок, электрик-блюз и кантри-поп; в композиции использованы гитарные переборы.
В обзорах альбома Speak Now многие критики хвалили «Dear John» за эмоциональное воздействие и яркие тексты о сердечной боли; некоторые критиковали тексты как поверхностные и недальновидные. Оглядываясь назад, критики считают эту композицию одной из лучших в каталоге Свифт благодаря её авторству. Песня «Dear John» заняла 54-е место в Billboard Hot 100 и 66-е место в Canadian Hot 100. Свифт включила песню в сет-лист своего мирового турне Speak Now World Tour (2010—2011) и спустя 11 лет в качестве песни-сюрприза исполнила 24 июня 2023 года во время Eras Tour.

## Композиция
«Dear John» это медленная пауэр-баллада, спродюсированная Свифт и Нейтаном Чапманом. Шесть минут и сорок три секунды (6:43) — самый длинный трек в альбоме Speak Now. Музыкальные критики описали жанр песни как софт-рок электрик-блюз, кантри и кантри-поп.
Обозреватели нашли влияние блюзовых стилей, таких как блюз-рок, в частности, из-за гитарных партий электрогитары; Марк Хоган из Spin и Джонатан Киф из Slant Magazine приписывают блюзовые элементы возможному влиянию музыканта Джона Майера, причём Киф считает, что «блюз-поп» аранжировка напоминает альбом Майера 2006 года Continuum. В Los Angeles Times Энн Пауэрс написала, что вокал Свифт в «Dear John» значительно расширяется по сравнению с её предыдущими песнями: «она открывает горло так широко, что почти кричит».
По словам Джорджа Лэнга из The Oklahoman, «„Dear John“ могла бы стать хитом для Пи Джей Харви».

## Интерпретация текста
Название «Dear John» отсылает к выражению «Дорогой Джон», которое относится к письму, написанному мужчине его романтическим партнёром, чтобы сообщить ему, что их отношения закончились.
Роб Шеффилд из Rolling Stone охарактеризовал текст песни как «разбор неудачных квазиотношений, без счастливого конца, без морали, без решения, даже без выученного урока — просто плохие воспоминания». Рассказчица — 19-летняя девушка, которой манипулирует пожилой мужчина, чьи мотивы она описывает как «тёмные» и извращённые. Она описывает причины, по которым ей разбили сердце, противостоит мужчине («Не думаешь ли ты, что я была слишком молода, чтобы со мной связываться?»; «Don’t you think I was too young to be messed with?»), вспоминает их бурные отношения («Ты мастер извиняться / И держать границы размытыми / И никогда не впечатлялся тем, что я сдавала твои тесты / Все девушки, которых ты прогнал, / Имеют усталые, безжизненные глаза / Потому что ты их выжег»; «You are an expert at sorry / And keeping lines blurry / And never impressed by me acing your tests / All the girls that you’ve run dry / Have tired, lifeless eyes / 'Cause you burned them out») и винит себя в их проблемах («Я должна была знать»; «I should’ve known»).

## Отзывы
Многие критики выбрали «Dear John» лучшей песней Speak Now из-за её постановки и эмоционального воздействия. К таким критикам относятся Джон Караманика из The New York Times (похваливший блюзовую постановку за выход за пределы зоны комфорта Свифт в кантри-музыке), Микаэль Вуд из Spin (сказавший, что это «эпическая поэзия поп-кантри»), и Уиллман из The Hollywood Reporter (подчеркнувший «вызывающую мурашки кульминацию»). Бриттани Спанос из Rolling Stone и Нейт Джонс из Vulture подчеркнули предполагаемое сходство постановки с музыкой Майера, а Спанос сочла, что она превосходит все его работы.
Billboard поставил «Dear John» на 18 место в списке «100 лучших несинглов попзвёзд 21 века» («100 Best Deep Cuts by 21st Century Pop Stars»), а редактор журнала Джейсон Липшутц похвалил, что «каждый избитый слог очень важен, каждое кипящее обвинение методично развёрнуто» и добавил «Это идеальная песня, под которую можно кричать вместе с друзьями или плакать в одиночестве».
Критики счита ют «Dear John» одной из лучших песен Свифт. Шеффилд (2021), Сонг (2019) и Ройсин О’Коннор из The Independent (2019) включили её в число 10 лучших композиций. По мнению Шеффилда, хотя песня может звучать как спонтанная отдушина, «нужен один хитрый оператор, чтобы сделать песню такой сложной». Clash (2021) включил «Dear John» в 15 лучших песен Свифт — автор Лорен ДеХоллогн отметила, что наивность рассказчика делает песню одновременно мучительной и прекрасной для прослушивания.

## Чарты
После выхода альбома Speak Now песня «Dear John» дебютировала в американском хит-параде Billboard Hot 100, где достигла высшей позиции на отметке № 54, а в чарте Canadian Hot 100 была на 68-м месте; оба чарта датированы 13 ноября 2010 года
| Чарт (2010)                                 | Высшая позиция |
| ------------------------------------------- | -------------- |
| Канада (Billboard Canadian Hot 100)         | 68             |
| США (Billboard Hot 100)                     | 54             |
| США (Country Digital Song Sales, Billboard) | 4              |

## Сертификации
| Регион                                                                      | Сертификация | Продажи |
| --------------------------------------------------------------------------- | ------------ | ------- |
| Австралия (ARIA)                                                            | Золотой      | 35 000  |
| Данные о продажах + прослушиваниях приведены только на основе сертификации. |              |         |

## Dear John (Taylor’s Version)
Перезаписанная версия песни «Dear John» под названием «Dear John (Taylor’s Version)» была выпущена 7 июля 2023 года на Republic Records в рамках альбома Speak Now (Taylor’s Version), третьего перезаписанного альбома Свифт.

### Eras Tour
Тейлор Свифт исполнила песню «Dear John» в качестве сюрприза во время тура The Eras Tour 24 июня в Миннеаполисе, за 13 дней до выхода альбома Speak Now (Taylor’s Version). Во время вступления к песне она призвала поклонников распространить «доброту и мягкость», которые фанаты проявили во время тура, «на нашу деятельность в интернете». Она объяснила, что не хочет, чтобы фанаты преследовали «кого-то, о ком, по вашему мнению, я могла написать песню 14 миллионов лет назад». Эта просьба прозвучала после сообщений о преследовании в Интернете (включая угрозы смерти) Джона Майера за его предполагаемое обращение с Тейлор Свифт, когда ей было 19 лет. Свифт также сказала, что выпускает альбом только для того, чтобы снова владеть своей музыкой, и не хочет, чтобы свифтисты (фанаты Тейлор Свифт) нападали на предполагаемых авторов песен, и что она уже пережила то, что случилось, когда ей было 19 лет.

### Чарты
| Чарт (2023)                              | Высшая позиция |
| ---------------------------------------- | -------------- |
| Австралия (ARIA)                         | 26             |
| Канада (Billboard Canadian Hot 100)      | 35             |
| Мир (Billboard Global 200)               | 28             |
| Греция (IFPI)                            | 90             |
| Новая Зеландия (Recorded Music NZ)       | 27             |
| Филиппины (Philippines, Billboard)       | 7              |
| Великобритания (UK Streaming Chart, OCC) | 49             |
| США (Billboard Hot 100)                  | 26             |
| США (Billboard Hot Country Songs)        | 9              |